# 若尾俊平
若尾俊平（わかお しゅんぺい、1937年 - 1989年）は、日本史学者。
東京生まれ。1961年新潟大学人文学部史学科卒。静岡市史編集専門委員、広島女学院教諭。

## 著書
- 『用字用語古文書の読み方』柏書房 "調べる歴史"への入門シリーズ 1980
- 『江戸時代の駿府新考』静岡谷島屋 1983
- 『駿府町人の社会』静岡谷島屋 1989

### 共編著
- 『近世地方文書字鑑』西口雅子共編 柏書房 1968
- 『近世古文書解読字典』浅見恵、西口雅子共編 柏書房 1972
- 『草字苑』服部大超共編著 柏書房 1976
- 『くずし解読字典』服部大超共編著 柏書房 1977
- 『図録古文書の基礎知識』編 柏書房 1979
- 『くずし文字の基礎知識』服部大超共著 柏書房 "調べる歴史"への入門シリーズ 1980
- 『実習近世古文書辞典』編著 柏書房 1982
- 『駿府の城下町』共著 静岡新聞社 1983
- 『図録・古文書入門事典』編著 柏書房 1991

### 注解
- 間宮喜平次『駿河状』注解 駿河古文書会原典シリーズ 1976
- 大道寺重祐『駿河土産 望月本』編 駿河古文書会原典シリーズ 1976
- 阿部正信『駿国雑志』1-4 新版 校注・解説・編集:中川芳雄、安本博、若尾 吉見書店　1976-77

## 注
1. ↑  『用字用語古文書の読み方』著者紹介